# Va banque (1920)
Va banque ist ein deutsches Stummfilmmelodram aus dem Jahre 1920 von Leo Lasko mit Fritz Kortner und Edith Meller in den Hauptrollen. 

## Handlung
Hella Wulff ist die Tochter des wohlhabenden Rennstallbesitzers M. S. Wulff. Die lebenslustige junge Frau liebt den im Dienste ihres Vaters stehenden Pferdetrainer Herbert von Hochberg, soll aber, weil dieser zum verarmten Adel zählt, auf väterlichen Geheiß hin den ebenso hochwohlgeborenen wie betuchten Prinz Isenburg ehelichen. Herbert sucht sich daraufhin einen anderen Arbeitgeber und wird Stallmeister beim Grafen Plessen. Für den soll er Rennpferde im Wert von 500.000 Mark erwerben. Dann begeht Herbert einen großen Fehler und verzockt die gesamte ihm anvertraute Summe am Spieltisch – und zwar ausgerechnet an den Prinzen, den Gatten seiner geliebten Hella. Hochberg wendet sich in seiner Verzweiflung an Hella, die in ihrer Hilfsbereitschaft sofort ihr Geschmeide zusammenkramt, um es zu veräußern. Doch die Summe ist zu hoch, und so wendet sie sich ausgerechnet an den windigen Neffen ihres Vaters, Krojanker, um Hilfe zu erhalten. Der lässt unlautere „Hilfsbereitschaft“ durchscheinen und sagt mit schmierigem Unterton: “Du kannst das Geld haben, aber du musst es dir heute Nachmittag in meinem Büro abholen.” 
Hella versucht daraufhin anderweitig das Geld für Hochberg zu beschaffen, damit dessen Veruntreuung nicht dazu führt, das Graf Plessen Herbert verhaften lässt. Doch vergebens, auch Hellas Vater zeigt sich hartherzig. Hella sieht keinen anderen Weg mehr, als in den sauren Apfel zu beißen und zu Krojanker zu gehen. Während Herbert als Akt letzter Verzweiflung einen Abschiedsbrief an Hella verfasst, kündigt sich M. S. Wulff an. Er macht Herbert das Angebot, ihm das Geld zu geben, wenn er im Gegenzug sich für immer aus Hellas Blickfeld entfernt. Hochberg, trotz der Veruntreuung noch immer ganz Ehrenmann, lehnt dieses Ansinnen ab, woraufhin Wulff wieder geht. Hochberg beauftragt seinen Diener, den Brief Hella zu übergeben und greift nach einem Revolver, um sich zu erschießen. Plötzlich steht Krojanker in der Tür, das rettende Geld in der Hand. Ganz offensichtlich hatte sich Hella ihm hingegeben. Doch es ist zu spät, und es fällt ein Schuss. Das Va banque-Spiel Herbert von Hochbergs hat ein böses Ende genommen.

## Produktionsnotizen
Va banque, auch mit dem Untertitel Der Mut zum Glück geführt, entstand im Frühling 1920, passierte am 7. Juli desselben Jahres die Filmzensur und wurde im August 1920 in Berlins Marmorhaus uraufgeführt. Der mit Jugendverbot belegte Sechsakter besaß eine Länge von 2334 Meter. 
Robert A. Dietrich und Robert Neppach entwarfen die Filmbauten. Die Kostüme stammten von Christoph Drecoll.

## Kritik
Die Grazer Mittags-Zeitung verortete hier „interessante Vorgänge aus Turf- und Spielerkreisen“ und fand, dass die Geschichte „von ersten Künstlern dargestellt“ wurde.